# Andrzej Biedrzycki
Andrzej Biedrzycki (ur. 19 października 1966 w Biskupcu, zm. 21 kwietnia 2017 w Olsztynie) – polski piłkarz i trener, przez lata związany ze Stomilem Olsztyn.

## Piłkarz
Biedrzycki grał na pozycji obrońcy. Swoją karierę rozpoczął w Tęczy Biskupiec. Jego kariera piłkarska była prawie w całości związana ze Stomilem Olsztyn, do którego przybył w 1985 roku. Podczas występów w olsztyńskim klubie grał na boiskach trzech klas rozgrywkowych. Reprezentował olsztyńskie barwy w niemal całej przygodzie Stomilu z ekstraklasą. Wystąpił w 196 meczach I-ligowych, uzyskał w nich 2 bramki. Pod koniec 2001 roku opuścił Olsztyn i przeniósł się do Jagiellonii Białystok. Tam wypełnił roczny kontrakt po czym powrócił do Stomilu i rozegrał kilka meczów na II-ligowych boiskach.

## Kariera trenerska
Swoją pracę trenerską rozpoczął 15 lutego 2004. Trenował wówczas powstały z rezerw Stomilu Olsztyn i dwóch grup juniorskich klub Warmia i Mazury Olsztyn, z którym awansował do III ligi. Po prowadzeniu olsztyńskiej jedenastki w kilku III-ligowych spotkaniach został zwolniony z zajmowanego stanowiska. 10 stycznia 2005 podpisał kontrakt z Mrągowią Mrągowo, z którą na koniec sezonu 2004/05 zajął trzecią lokatę w lidze. Przed sezonem 2005/06 przeniósł się do beniaminka IV-ligi, Dobromiejskiego Klubu Sportowego. W Dobrym Mieście pracował przez sezon, kończąc rozgrywki na drugim miejscu w tabeli. Od sierpnia 2006 ponownie pracował w Mrągowii Mrągowo, którą trenował do czerwca 2011, po czym został dyrektorem sportowym OKS Olsztyn, którym był do czerwca 2014. W październiku 2014 został trenerem Startu Działdowo, a pełnił tę funkcję do lutego 2015. W lipcu 2015 objął posadę szkoleniowca GKS-u Wikielec, którą zajmował do grudnia tegoż roku. Od lipca 2016 był asystentem trenera i kierownikiem Stomilu Olsztyn. 14 kwietnia 2017 zasłabł podczas treningu i trafił do szpitala, gdzie 21 kwietnia zmarł. Po jego śmierci Stomil zastrzegł numer 2, z którym grał w tym klubie.

## Życie osobiste
Miał żonę Elżbietę oraz synów Igora i Wiktora.